# جان هوب
جان هوب هو مصرفي هولندي، ولد في 14 فبراير 1737 في أمستردام في هولندا، وتوفي في 20 أبريل 1784 في لاهاي في هولندا.